# Уполномоченный по правам человека в субъекте Российской Федерации
Уполномо́ченный по права́м челове́ка в субъе́кте Росси́йской Федера́ции (неофициально — региона́льный омбудсме́н) — назначенное законодательным органом субъекта Российской Федерации должностное лицо, призванное рассматривать жалобы физических лиц (вне зависимости от их гражданства) на решения или действия (бездействие) государственных органов, органов местного самоуправления и должностных лиц. В отличие от Уполномоченного по правам человека в Российской Федерации, который осуществляет свою деятельность по жалобам, поступающим со всей России, региональный Уполномоченный работает, как правило, только с жалобами на нарушения прав человека, совершенными на территории того субъекта Российской Федерации, который назначил регионального омбудсмена. В 2015—2016 годах российские региональные омбудсмены были включены в «вертикаль» государственных правозащитников: при Уполномоченном по правам человека в Российской Федерации создали Совет российских уполномоченных и Координационный совет российских уполномоченных. Все отобранные претенденты на должность регионального Уполномоченного перед назначением проходят согласование у федерального Уполномоченного. По состоянию на 2017 год Уполномоченные есть во всех субъектах Российской Федерации. По состоянию на 2017 год факт подачи жалобы региональному омбудсмену не лишает заявителя права на обращение с аналогичной жалобой к Уполномоченному по правам человека в Российской Федерации. Деятельность Уполномоченного по правам человека в субъекте Российской Федерации финансируется из средств бюджета того субъекта Российской Федерации, власти которого его назначили. Первый региональный омбудсмен появился в России в 1996 году, но массовое введение должностей региональных Уполномоченных произошло в 2000-е — начале 2010-х годов.
Преимущественно региональные Уполномоченные заняты правовым просвещением населения, посещением мест лишения свободы и оказанием бесплатной юридической помощи. Ежегодные доклады омбудсменов, составленные на основе анализа поступивших к ним жалоб, служат источниками о ситуации с правами человека в регионах.
Несмотря на сравнительно недавний характер появления должности, в некоторых регионах России обозначилась тенденция к фактической несменяемости лиц, занимающих должности Уполномоченных. Примерами являются Свердловская и Кемеровская области, в которых Уполномоченные (Т. Г. Мерзлякова и Н. А. Волков) находились (а Т. Г. Мерзлякова находится) на своих постах более 3 сроков подряд.
В 2020 году федеральный закон установил единые требования к кандидатурам на должности региональных омбудсменов, ввел запрет на пребывание в этой должности более двух сроков подряд (при этом один срок пребывания — не более 5 лет), а также определил, что омбудсмен является государственной должностью субъекта Российской Федерации. Кроме того, федеральный закон в 2020 году ввел обязательное согласование кандидатуры на должность регионального омбудсмена с федеральным омбудсменом.

## История должности
17 апреля 1996 года Государственная дума Российской Федерации приняла федеральный конституционный закон «Об уполномоченном по правам человека в Российской Федерации». Этот закон предусматривал право федерального Уполномоченного создавать на местах свои региональные представительства. Совет Федерации отклонил этот документ, предложив заменить это право на право региональных властей создавать у себя должности уполномоченных по правам человека в субъекте Федерации и финансировать их за счёт средств региональных бюджетов. После согласования Государственная дума одобрила новый проект закона, который вступил в силу в 1997 году. Статья 5 этого закона разрешила региональным властям вводить у себя должность Уполномоченного по правам человека в субъекте Российской Федерации. Впрочем, ещё до появления этого закона были приняты законы об региональном Уполномоченные в Башкирии и Свердловской области. Первый Уполномоченный по правам человека в субъекте Российской Федерации появился только в 1996 году в Башкирии. Таким образом, институт регионального омбудсмена в России как независимая инстанция от федерального Уполномоченного был создан Советом Федерации.
Хронология назначения в 1996—2000 годах первых региональных Уполномоченных по правам человека была следующей (в скобках указан первый Уполномоченный в регионе, назначенный или избранный на данную должность в этом году):
- 1996 год — Башкирия (Ч. Б. Газизов);
- 1997 год — Свердловская область (В. В. Машков);
- 1998 год — Смоленская область (В. Н. Осин)
- 1999 год — Саратовская область (А. С. Ландо) и Астраханская область (В. Н. Виноградов);
- 2000 год — Волгоградская область (М. А. Таранцов) и Татарстан (Р. Г. Вагизов);

Из этих данных видно, что вплоть до 2001 года региональный омбудсмен оставался редкой должностью — подавляющее большинство субъектов Российской Федерации не спешило вводить у себя этот пост. Кроме того, назначение омбудсмена порой становилось предметом политической борьбы (например, в Астраханской области в 1997—1999 годах). В Архангельской области в 1997 году назначили Уполномоченного по правам человека, но в 1998 году эту должность ликвидировали и вновь омбудсмен появился в этом регионе только в 2002 году
С 2001 года началось массовое введение в российских регионах должностей омбудсменов. Статистика по годам была следующая:
- 2001 год — 9 регионов;
- 2002 год — 4 региона;
- 2003 год — 7 регионов;
- 2004 год — 2 региона;
- 2005 год — 3 региона;
- 2006 год — 3 региона;
- 2007 год — 10 регионов;
- 2008 год — 4 региона;
- 2009 год — 3 региона;
- 2010 год — 7 регионов;
- 2011 год — 8 регионов;
- 2012 год — 5 регионов;
- 2013 год — 6 регионов;
- 2014 год — 4 региона;
- 2015 год — 2 региона.

Таким образом, до 2016 года Уполномоченные появились во всех регионах России, кроме Тувы и Чукотского автономного округа (в это регионе омбудсмен появился в 2016 году). В некоторых регионах России между принятием регионального законодательства об Уполномоченном и назначении первого омбудсмена проходил длительный срок — порой более 10 — 15 лет. Например, в Туве закон об Уполномоченном был принят в 1999 году, а в Чукотском автономном округе в 2005 году. Также бывают случаи, когда после отставки регионального омбудсмена его должность длительное время остаётся вакантной. Например, в Тверской области и в Санкт-Петербурге региональные омбудсмены ушли в отставку соответственно в апреле и ноябре 2011 года, но по состоянию на февраль 2012 года новых Уполномоченных в этих регионах не назначили.
В 2016 году была проведена работа по приведению регионального законодательства об Уполномоченных в соответствие с федеральным законом. Для этого федеральный Уполномоченный направил в 2016 году региональным коллегам рекомендации по подготовке законов субъектов Российской Федерации «Об уполномоченном по правам человека в субъекте Российской Федерации», которые стали основой для доработки законов 32 субъектов Российской Федерации.
В 2020 году был принят федеральный закон, который расширил полномочия региональных Уполномоченных и изменил порядок их назначения. Новшества были следующие:
- Правом вносить на рассмотрение кандидатуру на должность регионального омбудсмена наделены органы местного самоуправления, зарегистрированные правозащитные некоммерческие организации, иные органы и организации;
- Кандидатура регионального омбудсмена утверждается Уполномоченным по правам человека в Российской Федерации до внесения её на рассмотрение в парламент региона;
- Ограничение на подачу жалобы региональному омбудсмену. Жалоба должна быть подана региональному уполномоченному по правам человека не позднее одного года со дня нарушения прав и свобод заявителя или с того дня, когда заявителю стало известно об их нарушении;
- Установлен порядок рассмотрения жалобы. Так, после регистрации жалобы региональный омбудсмен в течение 15 дней либо обязан принять её к рассмотрению, либо уведомить заявителя в отказе в приеме жалобы;
- Введено право регионального омбудсмена обращаться в суд с ходатайством об ознакомлении с материалами по гражданскому или административному делу, решение по которому вступило в законную силу;
- Установлено право регионального омбудсмена обращаться с ходатайством о возбуждении уголовного преследования должностных лиц, в решениях, действиях (бездействии) которых усматривается нарушение прав и свобод человека и гражданина;
- Региональный омбудсмен вправе реагировать на сообщения в СМИ (других источников) о массовых нарушениях прав человека.

## Деятельность региональных уполномоченных

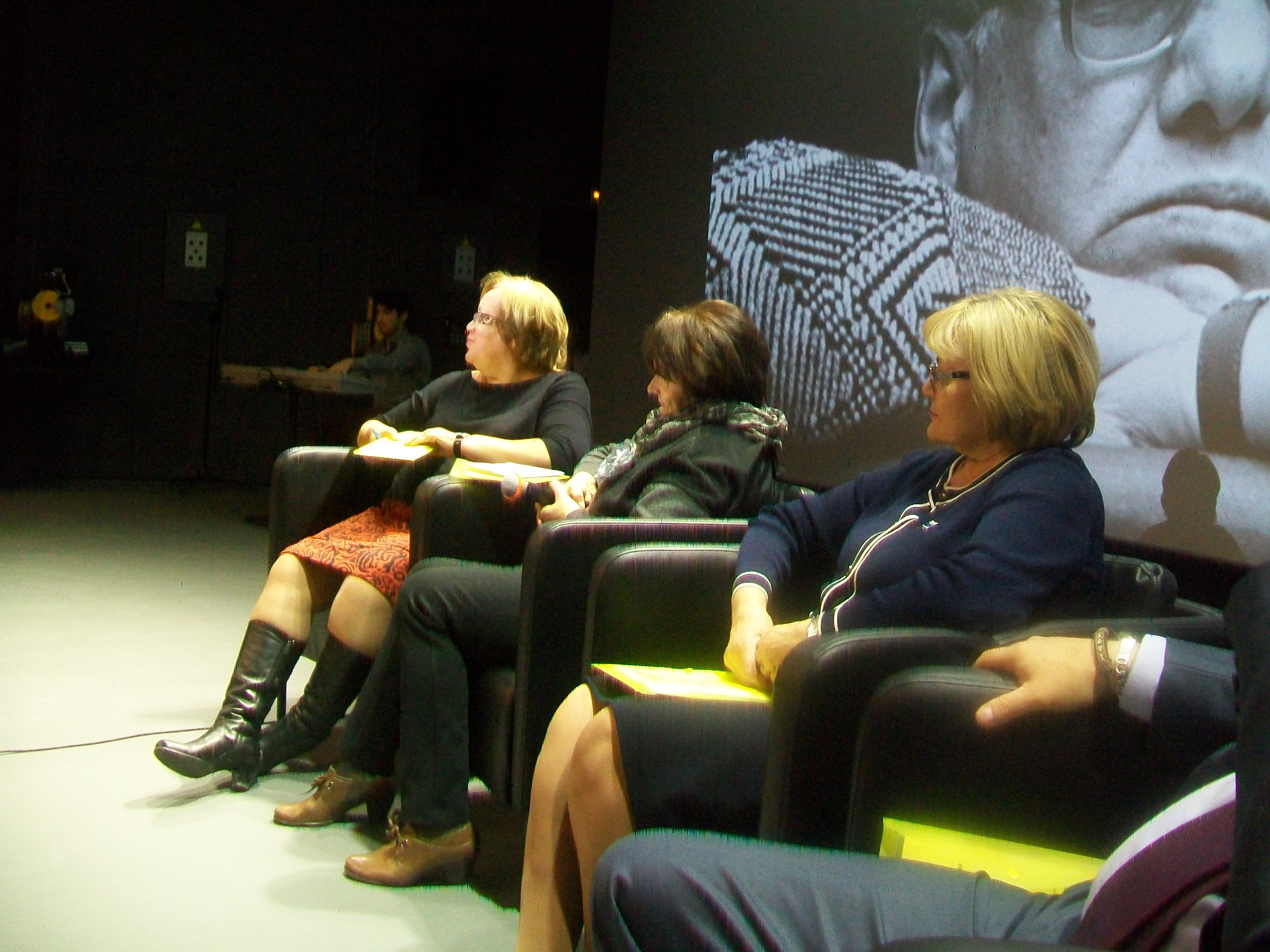
Свердловский и пермский омбудсмены Т. Г. Мерзлякова (крайняя слева) и Т. И. Марголина (вторая слева) на «Дискуссионной трибуне» в Ельцин-центре, октябрь 2016 года

Региональные Уполномоченные по правам человека рассматривают жалобы физических лиц и организаций на нарушение их прав действиями (бездействием) государственных органов власти и органов местного самоуправления. После реформы 2015 года региональные омбудсмены получили право обращения в суд в интересах заявителей. Основным способом является подача региональным Уполномоченным запроса по факту нарушений прав заявителей (на практике это зачастую просто пересылка жалобы в тот орган, на который жалоба подана). Оценить эффективность этого направления работы омбудсменов невозможно, так как в докладах региональных Уполномоченных не указывается доля жалоб, по которым омбудсменам удалось добиться полного восстановления прав заявителей. Другие функции региональных Уполномоченных:
- Координация деятельности Общественных наблюдательных комиссий в местах лишения свободы;
- Координация деятельности правозащитных общественных организаций в регионе;
- Правовое просвещение граждан;
- Бесплатная юридическая помощь заявителям;
- Мониторинг нарушений прав человека в регионе в ежегодных и специальных докладах Уполномоченных.

В некоторых случаях Уполномоченный вправе оказывать влияние на изменение законодательства, обратившись в Конституционный (уставный) суд субъекта РФ. На практике это право нереализуемо, так как в большинстве субъектов Российской Федерации таких судов нет.

### Восстановление нарушенных прав заявителей
Региональные Уполномоченные работают по жалобам, которые к ним поступают на нарушение прав физических лиц действиями государственных (муниципальных) органов и должностных лиц этих органов. Жалобы подаются в письменном или в электронном виде. Факт подачи жалобы региональному омбудсмену никак не влияет на право заявителя подать аналогичную жалобу федеральному Уполномоченному по правам человека. Человек может подать две одинаковые жалобы обоим омбудсменам и они должны быть рассмотрены независимо друг от друга.
У региональных омбудсменов немного методов по восстановлению нарушенных прав заявителей:
- Запрос в орган власти, нарушивший права или в надзорный над ним орган. На этот запрос орган обязан предоставить необходимую информацию. Вплоть до 2015 года региональный Уполномоченный мог осуществлять такого рода контрольные полномочия только в отношении органов государственной власти соответствующего субъекта РФ и органов местного самоуправления, а также организаций, им подчинённых. В 2015 году региональные уполномоченные по правам человека получили такое же право в отношении федеральных органов и федеральных организаций[10]. С 1 января 2017 года региональные Уполномоченные получили право бесплатного получения информации из Единого государственного реестра недвижимости[11]. Очень часто Уполномоченный просто пересылает жалобу (в том числе о пытках) в тот орган власти, на который она была подана. Например, в 2005 году Уполномоченный по правам человека в Свердловской области Т. Г. Мерзлякова жалобу адвокатов на действия органа прокуратуры переслала в этот самый орган прокуратуры, после чего сообщила заявителям, что данный орган не нашёл нарушений[12]. Вообще у многих Уполномоченных были заключены соглашения о взаимодействии с органами прокуратуры. По состоянию на 2013 год такие договорённости были у 17 региональных Уполномоченных по правам человека[13]. Журнал «Европейский омбудсман» в 2018 году отмечал, что многие региональные Уполномоченные в России выстроили такую схему работы с адресованными им жалобами: жалоба заявителя пересылается ими в прокуратуру, а потом ответ прокуратуры отсылается заявителю (без высказывание позиции Уполномоченного по сути жалобы)[14]. Таким образом региональный уполномоченный выступает в роли почтальона, который без рассмотрения передаёт жалобы в прокуратуру, а потом обратно;
- Правовое консультирование заявителя, а также всех желающих в приёмной Уполномоченного, составление жалоб и исковых заявлений (в том числе в суды). Например, по состоянию на 2015 год Уполномоченный по правам человека в Свердловской области оказывает гражданам бесплатную юридическую помощь по вопросам защиты прав человека и гражданина[15];
- Подача Уполномоченным запроса (жалобы) в конституционный (уставный) суд субъекта Российской Федерации в интересах заявителя. Это сравнительно бесполезное право, так как в подавляющем большинстве субъектов Российской Федерации (по состоянию на 2017 год) конституционные (уставные) суды не созданы. Кроме того, конституционный (уставный) суд не проверяет федеральные нормативные акты. В итоге по обращениям Уполномоченных по правам человека конституционные (уставные) суды субъектов Российской Федерации вынесли за все время лишь 6 постановлений[16]. Для сравнения — всего этими судами было вынесено более 900 постановлений[16].

### Законотворческая деятельность региональных омбудсменов
Некоторые региональные уполномоченные имеют возможность оказывать влияние на законодательство своего региона. Способы следующие:
- Подача запроса о толковании того конституции (устава) субъекта Российской Федерации в конституционный (уставный) суд этого субъекта Российской Федерации. Такое право (по состоянию на 2015 год) имели региональные омбудсмены шести субъектов Российской Федерации (Оренбургская область, Якутия, Калининградская область, Северная Осетия-Алания, Свердловская область и Иркутская область)[17]. Фактически это право не используется. К 2015 году только Конституционный суд Якутии вынес одно постановление о толковании региональной конституции по запросу регионального омбудсмена[18]. По состоянию на 2015 год остальные конституционные (уставные) суды субъектов Российской Федерации не вынесли по запросам региональных омбудсменов ни одного постановления такого рода[18];
- Доклады Уполномоченных о ситуации с правами человека в регионе (обязательные ежегодные и специальные, то есть написанные о какой-то конкретной проблеме). Каждый региональный омбудсмен ежегодно подаёт доклад о своей работе за истекший календарный год, в котором даёт в том числе статистику по поступившим к нему жалобами. Доклад подаётся органу власти, который назначил Уполномоченного на должность (обычно это парламент соответствующего субъекта Российской Федерации). В докладе омбудсмен может дать рекомендации органам власти по принятию каких-либо региональных законов и иных нормативно-правовых актов. По состоянию на 2015 год в большинстве субъектов Российской Федерации региональные власти и органы местного самоуправления доклады региональных омбудсменов не читали и рекомендации, содержащиеся в них не исполняли[19]. Крайне редко доклад регионального Уполномоченного становится основной для принятия нормативно-правового акта. По состоянию на 2015 год только в трёх субъектах РФ (Ивановская и Свердловская области и Красноярский край) по итогам доклада омбудсмена региональный парламент принимал постановление, которое устанавливало обязанности органов власти по устранению выявленных нарушений прав человека[19]. По состоянию на 2015 год только в четырёх субъектах Российской Федерации (Дагестан, Пермский край, Воронежская и Ивановская области) по итогам доклада регионального омбудсмена глава субъекта РФ утверждал специальный план мероприятий по его реализации[19]. Ещё в двух субъектах Российской Федерации (Самарской и Свердловской областях) по итогам специальных докладов региональных омбудсменов принимались постановления органов исполнительной власти по выполнению рекомендаций, которые Уполномоченные дали в этих докладах[20]. Таким образом, по состоянию на 2015 год только в 6 регионах (из более чем 80-ти, где действовали региональные Уполномоченные) доклады региональных омбудсменов вызывали реакцию региональных властей в виде нормативно-правовых актов.

### Правовое просвещение населения и бесплатная юридическая помощь

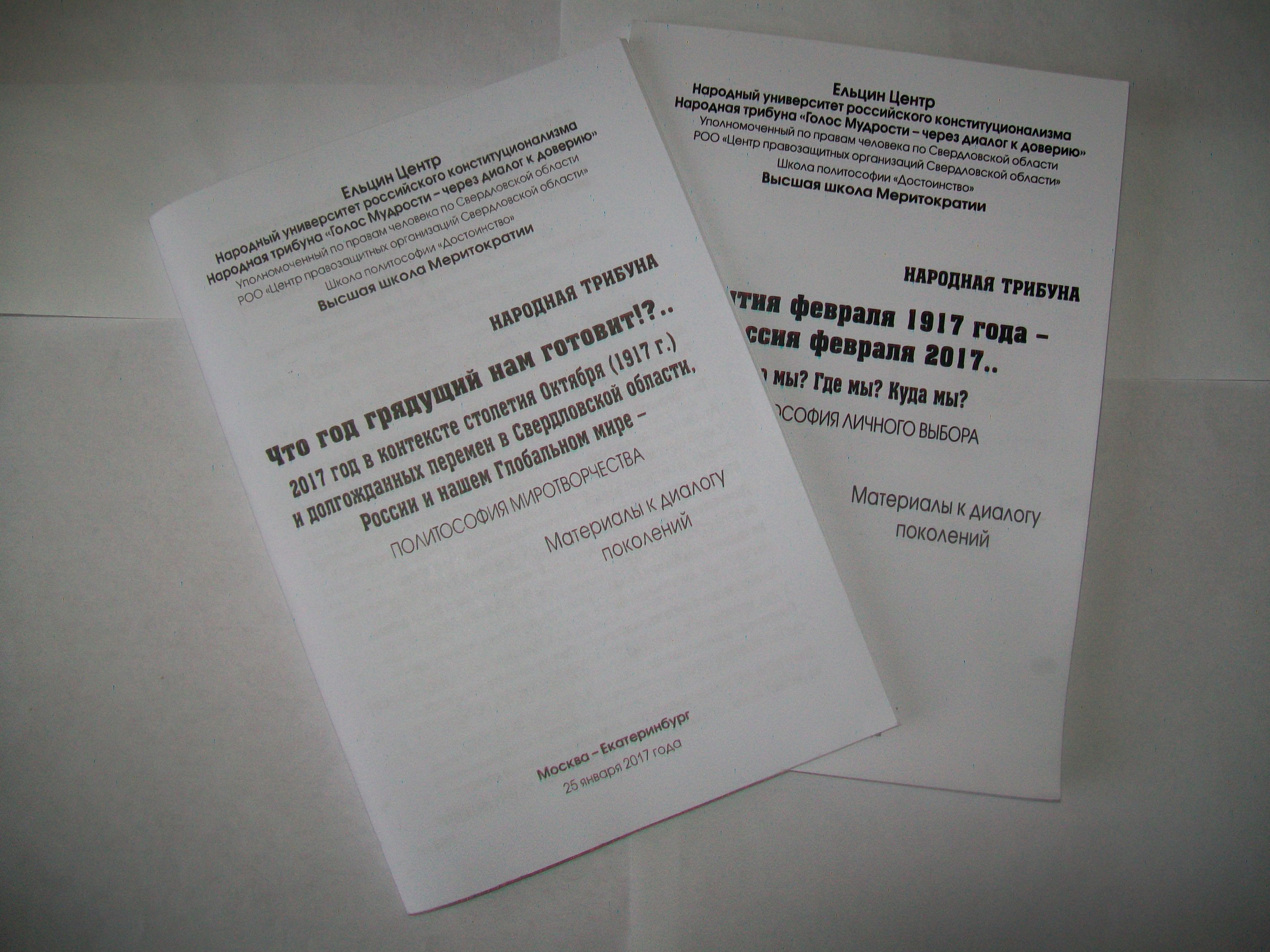
Материалы к заседаниям Народной трибуны в Ельцин-центре (2017 год). Среди издателей значится Уполномоченный по правам человека в Свердловской области

Законы 14 субъектов Российской Федерации (по состоянию на 2013 год) возлагали на региональных уполномоченным обязанность по правовом просвещению населения, в том числе по разъяснению гражданам их прав и свобод. С этой целью омбудсмены издают различную литературу (включая учебные пособия) по правам человека, проводят конкурсы и олимпиады для учащихся и студентов.
Другой функцией региональных омбудсменов стало оказание всем желающим бесплатной юридической помощи, в том числе с выездом на места. Для этого омбудсмены прибегают к помощи вузовских юридических клиник, где работают будущие юристы. Кроме того, сотрудники некоторых омбудсменов (например, Уполномоченного по правам человека в Московской области), посещая с рабочими визитами государственные и муниципальные органы власти и организации, дают служащим юридические консультации.

### Образовательная деятельность
Аппараты региональных Уполномоченных являются местами прохождения учебной практики студентов вузов. Например, в Саратовской области аппарат омбудсмена регулярно принимал на учебно-производственную и преддипломную практику местных студентов. Кроме того, (например, в Санкт-Петербурге) сотрудники аппаратов региональных омбудсменов ведут работу по правовому обучению старшеклассников школ (специальные классные часы, общешкольные недели и декады правовых знаний).

### Проверка мест лишения свободы
Одной из функций региональных омбудсменов является надзор за соблюдением прав заключённых и иных лиц, находящихся в местах лишения свободы. Хотя колонии, СИЗО и тюрьмы в России находятся в ведении федеральных властей, ещё до изменений 2015 года региональные омбудсмены имели право (наравне с федеральным Уполномоченным) без специального разрешения посещать заключённых и проверять условия их содержания. На практике проверка региональными омбудсменами мест лишения свободы часто оказывается формальной и сводится к критике отдельных недостатков (при этом руководство учреждений омбудсмены обычно предпочитают не критиковать). Имеют место и приписки. Например, руководитель общественной организации «Архив Отписка» Александр Ливчак в опубликованном в 2006 году специальном докладе свердловского Уполномоченного Т. Г. Мерзляковой «О нарушениях прав подозреваемых и обвиняемых, содержащихся в изоляторах временного содержания органов внутренних дел Свердловской области» выявил приписку: в докладе описана ситуация в 48 изоляторах временного содержания Свердловской области, но при этом Уполномоченный и его сотрудники лично посетили только 15 изоляторов. А. Ливчак предположил, что скорее всего данные по оставшимся 33 изоляторам попали в доклад из какого-то милицейского или прокурорского отчёта. Кроме того, А. Ливчак обратил внимание, что Мерзлякова в докладе критикует «отдельные недостатки» в работе изоляторах временного содержания (нехватка постельного белья и тому подобное). О пытках в изоляторах Мерзлякова в докладе не написала — например, она даже не упомянула о гибели в 2005 году в изоляторе временного содержания Екатеринбурга Владимира Орлова, который был забит насмерть милиционерами (этот факт признало ГУВД Свердловской области). На критическую публикацию Ливчака об этой ситуации, ответил главный специалист аппарата Уполномоченного по правам человека в Свердловской области В. И. Попов. Критика ему не понравилась и он весьма жёстко отозвался о самом А. Ливчаке. По словам В. И. Попова, у Ливчака «нет за душой ни чести, ни совести, ни элементарной человеческой порядочности» и ему недоступны «простые логические операции», правозащитник льёт «свои помои», распространяет « ложь и клевету», а также «совсем не безобидную галиматью».

### Координация деятельности правозащитных общественных организаций в регионе
Региональный омбудсмен часто выступает как координационный центр правозащитных общественных организаций, существующих в субъекте Российской Федерации. Например, в Свердловской области создан «Центр правозащитных организаций Свердловской области». По состоянию на 2006 год Союз правозащитных организаций Свердловской области по совместительству возглавлял главный специалист аппарата Уполномоченного по правам человека в Свердловской области Т. Г. Мезляковой, то есть человек напрямую подчинённый омбудсмену.

### Научная деятельность
Некоторые российские Уполномоченные внесли вклад в изучение института регионального омбудсмена в России. Только за период с 2009 по 2011 годы действующие региональные Уполномоченные защитили две кандидатские диссертации, посвящённые статусу и деятельности региональных омбудсменов в России.

### Борьба отдельных омбудсменов за ограничение прав и свобод человека
Хотя Уполномоченный обязан по закону защищать права и свободы людей, на практике некоторые региональные омбудсмены наоборот выступают против граждан в защиту государства. Например, в июне 2013 года Уполномоченный по правам человека в Нижегородской области В. В. Ольнев обратился в областное управление Следственного комитета Российской Федерации с заявлением против члена Совета по правам человека при Президенте РФ, прося возбудить в отношении него уголовное дело по статье 319 Уголовного кодекса Российской Федерации «Оскорбление представителя власти». Основанием для возбуждения дела по мнению Уполномоченного было то, что этот правозащитник (его омбудсмен характеризовал как «заурядное лицо», страдающее «манией недосягаемого превосходства над всеми») нелицеприятно отозвался о законодательной деятельности депутатов Государственной думы и членов Совета Федерации. При этом Ольнев занимал пост нижегородского омбудсмена с 2004 года, то есть имел большой опыт официальной правозащитной деятельности. В обращении Ольнев как «гражданин России, избиратель и правозащитник» выступил за «гуманность оценок критики работы представителей власти». Несмотря на то, что такую деятельность Ольнева не одобрил федеральный омбудсмен В. П. Лукин, Ольнев оставался на посту регионального Уполномоченного до конца срока — до мая 2015 года. Ольнев не единственный региональный омбудсмен, который активно вёл борьбу против негосударственного правозащитника. Старейший в России по сроку пребывания в должности Уполномоченный по правам человека в Свердловской области Т. Г. Мерзлякова выступила против известного правозащитника Льва Пономарева. В своём докладе за 2006 год Мерзлякова пишет: «известный правозащитник Лев Пономарев ещё в прошлом году на Всероссийском гражданском конгрессе бросал реплики про „путинский кровавый режим“… Режим как режим, были времена и похуже нынешних. Радикализм и намеренная жесткость оценок идет от невостребованности обществом правозащитников. Желание истерикой и криком привлечь внимание к какой-то проблеме часто воспринимается людьми как пиар, стремление привлечь внимание к себе, что, к сожалению, тоже бывает».

### Уполномоченные по правам человека как средство подавления протестных акций
Региональные Уполномоченные по правам человека иногда помогают властям подавлять акции протеста граждан, недовольных нарушением своих прав. Например, в апреле 2017 года Уполномоченный по правам человека в Республике Хакасия Александр Чистотин обратился в полицию с требованием наказать организаторов голодовки строителей, протестующих против невыплаты заработной платы. По мнению хакасского омбудсмена участники протестной акции «парализуют работу» органов государственной власти. При этом целью протестующих являлись, по мнению Уполномоченного «вымогательство денежных средств и шантаж органов государственной власти Республики Хакасия, дестабилизация их работы, создание негативного мнения о субъекте на федеральном уровне путем вброса искаженной информации в СМИ о якобы бездействии правительства и общественных организаций республики в решении вопросов граждан». По словам Чистотина, «авантюрные, противоправные действия» организаторов голодовки «нарушают конституционные права других людей, незаконно подвергают опасности их жизни и здоровье».
Чистотин не единственный региональный Уполномоченный, который помогает властям прекращать протестные голодовки. Похожим образом (хотя и не через жалобы в полицию) действует Уполномоченный по правам человека в Свердловской области Татьяна Мерзлякова. Депутат Андрей Альшевских в 2013 году так характеризовал её действия: «люди начинают голодовку, требуют свое заработанное. Она приезжает и начинает уговаривать это не делать».

### Вмешательство в конфликты между органами власти
В конце 2013 года один из региональных Уполномоченных вмешался в конфликт между властями его субъекта Российской Федерации и подразделением федерального органа — МВД РФ, пытаясь защитить один орган власти от другого.

### Присутствие на акциях протеста
Региональные омбудсмены могут наблюдать за соблюдением прав человека в ходе массовых акций протеста. Как правило, этим правом Уполномоченные по правам человека не пользуются, если речь идёт об акциях протеста против действий российских властей. Например, на массовых митингах против премьер-министра Дмитрия Медведева, организованных по призыву оппозиционера Алексея Навального более, чем в 60 городах России, присутствовали только два региональных омбудсмена — Уполномоченный по правам человека в Санкт-Петербурге Александр Шишлов и его коллега из Свердловской области Татьяна Мерзлякова.

### Поддержка партии «Единая Россия»
Хотя региональным уполномоченным прямо запрещено заниматься политической деятельностью, но на практике многие из них открыто поддерживают партию «Единая Россия». Например, свердловский Уполномоченный Т. Г. Мерзлякова в интервью «Областной газете» от 30 июля 2006 года открыто высказала поддержку этой партии, заявив: «„Единая Россия“ на Урале — это партия, опирающаяся на рабочего человека. Это единственная партия, которая не стесняется произносить слова „мы россияне“ и „мы, имеющие великую российскую историю“. Она не скрывается за названиями „либералы“, „консерваторы“, „демократы“, „социалисты“. Она — партия единой России… Мне ли как Уполномоченному по правам человека не знать… „Единая Россия“ предлагает не рыбу, а удочку. Почему оппозиция не вспоминает о том, какое огромное дело сделано — выделены бюджетные средства на организацию бесплатного питания младших школьников и детей из необеспеченных семей до конца их обучения?…». Уполномоченный по правам человека в Тверской области Ирина Блохина в 2011 году в период своих полномочий принимала участие в выборах в Законодательное собрание Тверской области в качестве кандидата от «Единой России». Секретарь регионального отделения «Единой России» Михаил Гулевский пробыл на посту Уполномоченного по правам человека в Липецкой области менее трёх месяцев, в течение которых успел избраться депутатом Государственной думы, после чего подал в отставку с поста омбудсмена.

## Порядок назначения
Кандидата на должность Уполномоченного предлагает региональному парламенту глава региона (по состоянию на 2016 год иногда это его исключительное право — например, в Свердловской и Орловской областях). Однако в некоторых субъектах Российской Федерации кандидата на должность Уполномоченного могут предлагать также иные лица. По состоянию на 2016 год этим правом были наделены:
- Депутаты (группы депутатов) регионального парламента. Например, в Иркутской области это право принадлежит трети депутатов областного Законодательного собрания. В Амурской области кандидата на пост Уполномоченного мог выдвинуть и один депутат регионального парламента;
- Органы местного самоуправления (например, в Алтайском крае);
- Физические лица и общественные объединения. Например, в Смоленской области кандидата на должность Уполномоченного может выдвинуть физическое лицо или общественное объединение, но только через депутата.

## Срок назначения
До 2020 года обычно региональный Уполномоченный по правам человека назначался на 5 лет, но из этого правила были исключения: например, в Ненецком автономном округе срок пребывания в должности омбудсмена составлял сначала 4, а затем 3 года (потом был увеличен до 5 лет).
В 2020 году федеральным законом было установлено, что региональный Уполномоченный назначается на срок до пяти лет и может провести в этой должности не более двух сроков подряд.

## Требования к кандидатуре
Требования к кандидатуре на должность регионального Уполномоченного до 2020 года устанавливались соответствующим региональным законом. Их можно было разделить на общие для всех регионов и специфические, которые устанавливают региональные власти. К общим требованиям относились, в частности, наличие у будущего омбудсмена гражданства Российской Федерации. Специфические требования варьировали от региона к региону. По состоянию на 2016 год от претендента на должность регионального Уполномоченного требуется:
- Достижение минимального возраста. Например, в Нижегородской области — 30 лет, в Московской области — 35 лет, в Ленинградской области — 45 лет;
- Высшее юридическое образование — в Московской и Нижегородской областях. При этом в Нижегородской области допускается вместо высшего юридического образование наличие у претендента ученой степени по праву;
- Высшее образование (без уточнения специализации). Например, в Ленинградской области
- Опыт предшествующей деятельности. Это может быть опыт работы кандидата на руководящих должностях (например, в Хабаровском крае требуется, чтобы претендент имел такой опыт не менее 5 лет);
- Место проживания. В Пермском крае требуется, чтобы кандидат проживал в Перми. В Смоленской области будущий Уполномоченный должен проживать на территории этого региона не менее 5 лет;
- Иные требования. Например, в Ленинградской области кандидат на должность Уполномоченного не должен иметь судимости, а также гражданства другого государства. В Нижегородской области кандидат должен прекратить членство в политических партиях.

В 2020 году федеральный закон установил единые (для всей России) требования к кандидату на должность регионального омбудсмена:
- Гражданство России;
- Возраст от 30 лет;
- Высшее образование;
- Отсутствие гражданства иностранного государства;
- Отсутствие вида на жительство в иностранном государстве;
- Безупречная репутация;
- Наличие познание в области прав и свобод человека;
- Наличие опыта защиты прав и свобод человека.

## Основания для снятия с должности
Федеральный конституционный закон «Об Уполномоченном по правам человека в Российской Федерации» предусматривает (по состоянию на 2014 год) следующий исчерпывающий перечень оснований для увольнения человека с поста Уполномоченного по правам человека:
- Вступление в отношении Уполномоченного в законную силу обвинительного приговора суда;
- Неспособность Уполномоченного длительное время по состоянию здоровья выполнять свои обязанности;
- Собственное желание Уполномоченного об уходе;
- Нарушение запрета заниматься деятельностью, несовместимой с должностью.

Региональное законодательство предусматривает также другие основания для увольнения омбудсменов. В 2014 году В. П. Лукин отмечал, что законы 20 субъектов Российской Федерации содержали нормы, позволяющие уволить уполномоченного в связи с субъективной оценкой его работы. Например, в 2013 году в Вологодской области был принят закон, который позволял уволить Уполномоченного в связи с выражением ему «недоверия». В декабре 2012 года в Томской области был принят закон, позволяющий уволить Уполномоченного за «ненадлежащее исполнение полномочий». После этого была создана комиссия из депутатов Томской областной думы для расследования деятельности регионального Уполномоченного. В итоге в 2013 году региональный парламент снял с должности Уполномоченного по правам человека в Томской области Н. С. Кречетову за «ненадлежащее исполнение полномочий».

## Порядок рассмотрения жалоб
По состоянию на 2013 год региональные уполномоченные рассматривали поступившие к ним жалобы физических лиц на действия государственных (муниципальных) органов и их должностных лиц, как правило, в общем порядке, установленном федеральным законом «О порядке рассмотрения обращений граждан Российской Федерации». При это, в отличие от обращения к федеральному Уполномоченному, заявитель в большинстве регионов не был обязан предварительно обжаловать не понравившиеся ему решения (действия) государственных (муниципальных) органов и их должностных лиц в судебном или административном порядке. Исключений было немного. Например, в Липецкой области (по состоянию на 2013 год) заявитель перед обращением к региональному Уполномоченному был обязан обжаловать принятое в отношении него решение в административном порядке. Подача жалобы региональному омбудсмену не лишала заявителя права на обращение с аналогичной жалобой федеральному Уполномоченному по правам человека.

## Региональные омбудсмены и Конституционный суд Российской Федерации
Зафиксировано одно обращение регионального Уполномоченного по правам человека в Конституционный суд Российской Федерации. В 2005 году жалобу подал Уполномоченный по правам человека в Волгоградской области М. А. Таранцов в интересах заявительницы, опротестовывая одну из норм Уголовно-процессуального кодекса РФ. В Определении от 20 декабря 2005 года Конституционный суд пришёл к выводу, что региональный омбудсмен является ненадлежащим лицом, которое не имеет права подавать жалобу в интересах гражданки.

## Отношения региональных омбудсменов и властей субъектов Российской Федерации
Отношения регионального омбудсмена и назначившего его органа складываются по-разному в зависимости от субъекта Российской Федерации. Например, в Свердловской области Уполномоченный Т. Г. Мерзлякова видимо не вызывает недовольства региональных депутатов, которые её регулярно переизбирают на новый срок с 2001 года. Однако бывают конфликтные ситуации, связанные с тем, что Уполномоченный пытается активно действовать по защите прав граждан. Например, в 2009 году в Санкт-Петербурге депутаты Законодательного собрания сняли с должности регионального Уполномоченного И. Михайлова, одновременно сократив численность его рабочего аппарата. Официальная причина снятия — «действия, несовместимые с государственной должностью». В 2010 году депутаты парламента Ненецкого автономного округа в связи с недоверием сняли с должности окружного Уполномоченного по правам человека Бориса Дульнева, который ранее требовал соблюдения прав человека в рыболовецких предприятиях. Уволенный омбудсмен пытался оспорить свою отставку через суд, но безуспешно. Похожий случай произошёл с Уполномоченным по правам человека в Томской области Н. С. Кречетовой — она была снята с должности за ненадлежащее исполнение своих обязанностей, причём среди обвинений указывалось, что омбудсмен «огульно критиковала в СМИ власти».
В некоторых регионах власти стремились сократить полномочия омбудсменов, лишая их права контроля в отдельных случаях. Например, в Республике Коми в 2013 году срок нахождения в должности Уполномоченного по правам человека был «привязан» к сроку главы региона, а самому омубудсмену было законодательно запрещено рассматривать жалобы на решения главы республики.
В 2020 году федеральным законом было установлено, что региональный Уполномоченный является государственной должностью субъекта Российской, а также указано, что при осуществлении своих полномочий Уполномоченный «независим от каких-либо государственных органов и должностных лиц».

## Уполномоченный по правам человека в РФ и его региональные коллеги: создание «вертикали» омбудсменов
В 2000-е — начале 2010-х годов федеральный Уполномоченный по правам человека поддерживал своих региональных коллег. Это проявилось в ежегодных докладах федерального Уполномоченного, в которых осуждались власти субъектов Российской Федерации, не желающие вводить должности Уполномоченных, а также пытающиеся снять (или лишить финансирования) тех региональных омбудсменов, которые им неугодны. В 2013 году Уполномоченный по правам человека в РФ В. П. Лукин выступил против снятия с должности Уполномоченного по правам человека в Томской области Н. С. Кречетовой в письме, адресованном председателю Томской областной думе, а затем в своём обращении к жителям Томской области.
В свою очередь региональные омбудсмены порой ссылались в своих докладах на мнение федерального коллеги. При этом как федеральный, так и региональный уполномоченные действовали параллельно. В. П. Лукин часто высказывал недовольство раздробленностью системы омбудсменов в России. В. П. Лукин полагал, что считал, что граждане России должны иметь равные институциональные возможности по защите своих прав на всей территории Российской Федерации. Отсутствие в некоторых регионах омбудсмена, по мнению В. П. Лукина, лишало жителей этих субъектов Российской Федерации одной из возможностей по защите своих прав. Поэтому В. П. Лукин неоднократно предлагал властям субъектов РФ ввести должности региональных омбудсменов. Не всегда его предложения принимались. Например, в 2013 году власти Курганской области отказались вводить в регионе пост Уполномоченного, ответив В. П. Лукину, что этот вопрос его совершенно не касается и что права и свободы жителей Курганской области надёжно обеспечены и без такого института.
10 октября 2012 года президент России Владимир Путин дал поручение о разработке федерального закона, который бы регламентировал деятельность региональных Уполномоченных по правам человека. 10 декабря 2013 года в День прав человека Путин встретился с группой российских региональных омбудсменов и правозащитников.
В 2015—2016 годах была выстроена в России своего рода «вертикаль» Уполномоченных по правам человека с федеральным омбудсменом во главе. В 2015 году федеральный конституционный закон «Об уполномоченном по правам человека в Российской Федерации» была внесена статья 36.2, которая создала Совет уполномоченных по правам человека в России, в который включены по одному региональному омбудсмену от каждого федерального округа. Этот совет (по состоянию на 2017 год) собирается один раз в полгода. Доклад федерального омбудсмена за 2016 год впервые содержал «интерактивную правозащитную карту», созданную на основе докладов региональных Уполномоченных.
С 2016 года региональные омбудсмены при назначении проходят согласование с Уполномоченным по правам человека в Российской Федерации, который беседует с ними, а также изучает их резюме. Всего в 2016 году федеральный Уполномоченный согласовал кандидатуры омбудсменов в 24 субъектах Российской Федерации. В СМИ появились в 2018 годах сообщения (на примере Уполномоченного по правам человека в Вологодской области), что федеральный Уполномоченный иногда «открыто лоббирует» интересы действующих региональных омбудсменов при переизбрании на новый срок, не позволяя властям регионов выдвигать альтернативные кандидатуры.
В 2020 году федеральный закон подтвердил, что кандидатуры регионального омбудсмена должны согласовываться с федеральным омбудсменом.
Региональные омбудсмены часто обращаются к федеральному Уполномоченному, но, как правило, не для содействия в защите прав граждан. Например, из более, чем 1200 обращений региональных Уполномоченных к федеральному омбудсмену, поступивших в 2016 году, только 287 содержали просьбы о содействии в защите прав граждан. Наблюдается и обратный процесс — направление федеральным Уполномоченным и сотрудниками его аппарата обращений региональным коллегам. Подавляющее большинство этих обращений не касаются защиты прав граждан-заявителей. Например, из 900 обращений, направленных в 2016 году Уполномоченным по правам человека в Российской Федерации и работниками его аппарата региональным омбудсменам только 84 обращения содержали просьбу об оказании содействия по обращениям граждан.
Создание вертикали из омбудсменов разного уровня подчинения для России не было принципиально новым явлением. По состоянию на 2012 год в России действовала «вертикаль» уполномоченных по правам ребёнка — обращения, поступившие к федеральному детскому омбудсмену, пересылались его региональным коллегам.

## Региональные омбудсмены и «специализированные» Уполномоченные по правам в субъектах Российской Федерации
В России в 2010-е годы в регионах появились должности «специализированных» омбудсменов — Уполномоченные по правам ребёнка (детские омбудсмены) и по правам предпринимателей (бизнес-омбудсмены). Кроме того, в четырёх российских регионах созданы должности Уполномоченных по правам коренных народов (в скобках год назначения первого омбудсмена на эту должность):
- Красноярский край (2008 год);
- Камчатский край (2014 год);
- Якутия (2014 год);
- Республика Алтай (2015 год).

В 2016 году в Туве и Хакасии в конце 2016 года появились региональные Уполномоченные по правам туристов.
«Специализированные» Уполномоченные как и региональные омбудсмены назначаются и финансируются властями субъектов Российской Федерации. В итоге получилась ситуация, при которой, например, по вопросу нарушения права ребёнка (например, на образование) можно подать жалобу как региональному «общему» омбудсмену, так и региональному детскому омбудсмену. При этом у детских омбудсменов к 2011 году также сложилась своего рода «вертикаль» во главе с федеральным Уполномоченным по правам ребёнка. При этой вертикали федеральный детский омбудсмен давал указания своим региональным коллегам. Более того, уже в 2011 году все обращения, которые граждане подавали через сайт федерального детского омбудсмена автоматически пересылались Уполномоченному по правам ребёнка соответствующего субъекта Российской Федерации.
Отношения между «специализированными» и «общим» омбудсменами складываются по-разному. Например, в Челябинской области у «общего» и «детского» омбудсменов один рабочий аппарат, а региональный бизнес-омбудсмен имеет отдельный рабочий аппарат. Ещё дальше пошли в Тверской области — там в 2010 году Уполномоченный по правам ребёнка был подчинён областному Уполномоченному по правам человека в статусе помощника. В Свердловской области (по состоянию на январь 2021 года) Уполномоченный по правам человека согласно областному закону «координирует деятельность» региональных Уполномоченного по правам ребёнка и Уполномоченного по защите прав предпринимателей.
В Красноярском крае по состоянию на 2016 год региональный Уполномоченный по правам человека назначает (с согласия Законодательного собрания края) Уполномоченных по правам ребёнка и по правам коренных малочисленных народов. При этом Уполномоченный по правам человека в Красноярском крае вправе назначать представителей своего коллеги по защите прав коренных малочисленных народов, работающих в муниципальных образованиях на общественных началах.
Отношения между «общим» и «специализированным» региональным омбудсменами могут не складываться. Например, в 2016 году со стороны региональных «общих» уполномоченных звучали жалобы, что введение «специализированных» омбудсменов размывает институт омбудсмена в субъектах Российской Федерации. В 2015 году вступил в силу федеральный закон, разрешающий региональным властям возлагать на Уполномоченного по правам человека функции Уполномоченных по правам ребёнка, по правам коренных малочисленных народов и по защите иных отдельных категорий граждан в субъекте Российской Федерации. Этот закон реализуется на практике. Например, в декабре 2016 года в Туве введена должность Уполномоченного по правам человека и правам ребёнка.
На практике имеет место пересечение функций региональных омбудсменов с детскими Уполномоченными. Например, в докладе Уполномоченного по правам человека в Свердловской области Т. Г. Мерзляковой за 2016 год защите прав детей посвящены несколько разделов, но в докладе даже не упоминается фамилия регионального детского омбудсмена И. Р. Морокова.

## Аппарат регионального Уполномоченного: структура, численность и финансирование
У большинства региональных Уполномоченных есть свой аппарат, который финансируется (как и сам омбудсмен) за счёт средств регионального бюджета. Сотрудники этого аппарата получают заработную плату. Региональные власти по своему усмотрению определяют штат и финансирование аппарата омбудсмена, поэтому их численность сильно различается по субъектам Российской Федерации. Данные о численности аппаратов региональных уполномоченных по правам человека следующие (на 2016 год):
- Московская область — 46 чел.;
- Ингушетия — 12 чел.;
- Владимирская область — 7 чел.;
- Тамбовская область — 7 чел.;
- Адыгея — 5 чел.;
- Брянская область — 4 чел.;
- Орловская область — 3 чел.;
- Северная Осетия — 2 чел.;
- Мордовия — 2 чел.

Из этих цифр видно, что аппарат московского Уполномоченного в 60 раз превышал по численности аппарат её коллеги из Мордовии. При определении численности аппарата власти никаких нормативов, связанных с численностью жителей в регионе или с количеством поступающих омбудсмену жалоб граждан. Например, в Ингушетии (население около 460 тыс. человек) аппарат в 2015 году составлял 12 человек, а в соседней Северной Осетии, (население около 700 тыс. человек) — 2 человека. Таким образом, республика с населением в 2 раза меньшим имела аппарат Уполномоченного в 6 раз больше.
В случае отставки Уполномоченного его аппарат не распускается. Так как порой между отставкой прежнего омбудсмена и назначением его преемника проходят месяцы, то бывает, что Уполномоченного нет, а его рабочий аппарат функционирует. Такая ситуация, например, существовала в Тверской области в 2011—2012 годах.
Отдельного аппарата у омбудсмена может совсем не быть. Например, Уполномоченный по правам человека в Башкирии не имел своего аппарата и пользовался услугами сотрудников аппарата президента своей республики. Особенно отсутствие аппарата характерно для тех регионов, где должность омбудсмена введена недавно. Например, в Курганской области Уполномоченный в 2014 году полгода после своего назначения работал без аппарата. Другой вариант — создание на региональном уровне общего аппарата для нескольких омбудсменов. Например, по состоянию общий аппарат численностью в 20 человек (по состоянию на 2015 год) имели Уполномоченный по правам человека в Челябинской области и детский омбудсмен этого же региона. В Республике Коми в 2013 году упразднили рабочий аппарат Уполномоченного по правам человека. Вместо этого было определено государственное учреждение, которое должно было выполнять функции рабочего аппарата сразу трёх региональных омбудсменом: по правам человека, по правам ребёнка и по правам предпринимателей. При этом данное учреждение не подчинялось ни одному из трёх омбудсменов.
По данным на конец 2013 года в 17 субъектах Российской Федерации рабочие аппараты региональных Уполномоченных по правам человека либо были упразднены, либо изначально не предусматривались.
Помимо оплачиваемого аппарата у некоторых региональных омбудсменов есть общественные помощники, зачастую работающие вне административных центров субъектов Российской Федерации. Например, по состоянию на 2014 год статья 39 закона Республики Башкортостан «Об Уполномоченном Республики Башкортостан по правам человека» предусматривала, что Уполномоченный назначает своих общественных помощников (доверенных представителей) по представлению местных органов власти. При этом доверенный представитель Уполномоченного получил право проведения проверок (самостоятельно или в составе депутатских комиссий) нарушений прав человека. В Московской области действует специальное Положение о представителях Уполномоченного по правам человека Московской области (оно утверждено лично омбудсменом), согласно которому (по состоянию на 2014 год) общественные помощники действовали в 22 из 73 муниципальных образованиях области. Должности общественных помощников региональных омбудсменов были также введены в Саратовской и Свердловской областях, но без отражения в нормативных актах областного уровня.
Финансирование Уполномоченных также зависит от региона, где работает омбудсмен. Например, за 2014 год Уполномоченный по правам человека по Челябинской области получил в виде зарплаты 2,8 млн руб. (более 200 тыс. руб. в месяц). Сведения о финансировании деятельности регионального омбудсмена могут не предоставляться даже местным правозащитникам. Например, в 2007 году свердловский Уполномоченный Т. Г. Мерзлякова отказалась сообщить по запросу общественного объединения «Межрегиональный центр прав человека» сведения о размере финансирования деятельности свердловского омбудсмена из бюджета. В её ответе было сообщено, что Уполномоченный подотчётен только региональному парламенту и более никому.

## Информационное освещение деятельности Уполномоченных
О деятельности большинства региональных Уполномоченных можно получить официальную информацию с их официальных сайтов. Однако из этого правила есть исключения. Например, по состоянию на 2016 год Уполномоченный по правам человека в Липецкой области не имел своего сайта, несмотря на то, что эта должность существовала более 10 лет и её длительное время занимал профессиональный журналист.
Парламенты субъектов Российской Федерации также порой не публикуют информацию о деятельности омбудсменов — в частности, о том, как депутаты заслушали ежегодный доклад «своего» уполномоченного. Например, на сайте парламента Ханты-Мансийского автономного округа 27 апреля 2017 года в сведениях о рассмотренных в этот день вопросах не сказано, что депутаты слушали в этот же день ежегодный доклад Уполномоченного по правам человека. В сообщении о прошедшем заседании Хабаровской краевой думы, опубликованном на сайте регионального парламента 29 марта 2017 года, не было сказано ни слова о том, что на нём был заслушан доклад регионального омбудсмена за 2016 год.

## Консультативные органы при региональных Уполномоченных
При региональных Уполномоченных функционируют разного рода консультативные органы. Они бывают либо постоянно действующими, либо собираемыми в виде «круглых столов» или конференций по мере необходимости. Например, по состоянию на 2015 год при Уполномоченном по правам человека в Санкт-Петербурге действовал Консультативный совет, а при свердловском омбудсмене Т. Г. Мерзляковой действовали сразу пять экспертных советов, куда входили только учёные и эксперты.
По состоянию на 2015 год консультативные органы при региональных уполномоченных были трёх типов:
- Экспертные советы. Они занимаются экспертным консультированием омбудсмена по вопросам своей компетенции, готовят по запросам Уполномоченного заключения по жалобам граждан, проводят правовую экспертизу, анализируют материалы для ежегодных и специальных докладов Уполномоченного, а также оценивают уже составленные доклады Уполномоченного и разрабатывают предложения по совершенствованию законодательства. Примером такого рода совета является Консультационный совет по вопросам прав и свобод человека и гражданина при Уполномоченном по правам человека в Пензенской области;
- Общественные советы. Они вовлекают общественность в деятельность Уполномоченного, координируют деятельность правозащитных общественных организаций, а также готовят предложения по совершенствованию законодательства. Примером общественного совета является Общественный совет при Уполномоченном по правам человека в Саратовской области;
- Общественные экспертные советы. Примером является Общественный экспертный совет при Уполномоченном по правам человека в Республике Удмуртия по вопросам прав и свобод человека и гражданина.

Консультативные органы имеются не при каждом омбудсмене. Например, при Уполномоченном по правам человека в Ростовской области по состоянию на 2016 год не было Общественного совета, хотя институт омбудсмена в этом регионе существовал на тот момент более восьми лет. Сам ростовский Уполномоченный объяснил его отсутствие в 2016 году тем, что не видит в этом «необходимости» и добавил: «Что же касается рассмотрения обращений граждан, то при их рассмотрении мы вполне обходимся без совета общественников».

## «Несменяемые» региональные Уполномоченные

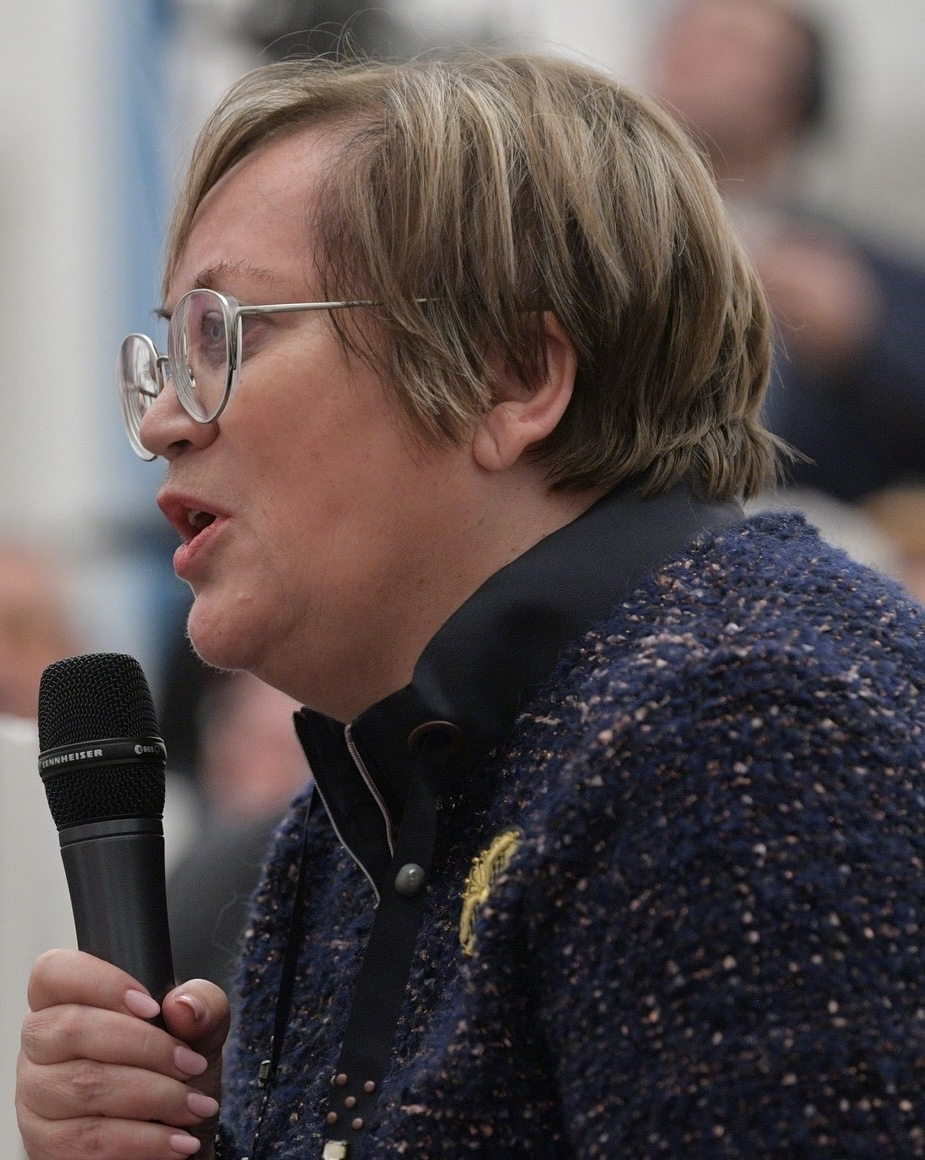
Старейший (по сроку пребывания) региональный омбудсмен России Т. Г. Мерзлякова

Несмотря на «молодость» института регионального омбудсмена в некоторых российских регионах существует тенденция к несменяемости лиц, которые находятся на этом посту. Она связана с тем, что законы некоторых российских регионов либо не устанавливают ограничение по количеству сроков пребывания одного лица на посту омбудсмена, либо соответствующее ограничение, действовавшее ранее, было отменено. Так в Свердловской и Кемеровской областях Уполномоченные (Т. Г. Мерзлякова и Н. А. Волков) находились на своих постах более 3-х сроков подряд — с июня 2001 года. В январе 2019 года Николай Волков покинул должность Уполномоченного. Татьяна Мерзлякова по состоянию на 2021 год оставалась в должности Уполномоченного.

## Социальный состав региональных Уполномоченных
Среди российских региональных омбудсменов преобладают выходцы из государственного аппарата, силовых структур, а также бывшие депутаты. На должностях региональных Уполномоченных за период с 1 января 1996 года по 1 июля 2013 года в общей сложности перебывали 112 человек.
Образовательный уровень региональных уполномоченных очень высок. До 1 июля 2013 года не было случая, чтобы на эту должность был назначен человек, не имеющий высшего образования. По состоянию на 1 июля 2013 года из 73 действующих на тот момент региональных уполномоченных все 73 человека имели высшее образование, 32 омбудсмена — два высших образования, 10 уполномоченных — три высших образования. Наиболее популярным было высшее юридическое образование — его имели 45 человек. 24 уполномоченных из 73-х имели учёные степени (в том числе 6 докторов наук).
14 из 73 уполномоченных (данные по состоянию на 1 июля 2013 года) до назначения на должность (в разное время) работали преподавателями вузов, преимущественно на руководящих должностях — 1 глава вуза (начальник Академии ФСИН), 2 проректора, 2 декана факультета, 9 заведующих кафедрами вузов.

## Взимание мелких подношений с проверяемых организаций
Имеют место случаи получения некоторыми омбудсменами и их подчинёнными мелких подарков с проверяемых мест лишения свободы. Формально эти подношения не нарушают закон, но выглядят предосудительно. Например, в 2014 году правозащитник Д. Рожин написал, что работники нескольких мест лишения свободы рассказали ему, что свердловский омбудсмен Т. Г. Мерзлякова никогда не отказывается от бесплатного питания и сувениров при посещении проверяемых мест лишения свободы.

## Эффективность института регионального Уполномоченного
Эффективность института региональных омбудсменов трудно точно определить, так как отсутствуют единые критерии оценки их работы. В 2016 году по итогам заседания Совета уполномоченных по правам человека в России была создана рабочая группа по определению критериев эффективности деятельности уполномоченных. Кроме того, в докладах региональных омбудсменов есть распределение поступивших жалоб по тематике, но нет сведений о том, по какой доле жалоб удалось омбудсмену добиться восстановления прав заявителей. В 2016 году Уполномоченный по правам человека в Ростовской области сообщил в интервью, что положительно удаётся разрешить примерно 12 % обращений. Иногда Уполномоченные по правам человека завышают показатели своей эффективности. Например, омбудсмен из Якутии сообщила своему коллеге из Ростовской области, что ей удаётся добиться принятия положительного решения по 80 % обращений. Ростовский Уполномоченный (в прошлом прокурор Ростовской области) в 2016 году заметил, что столь высокой эффективности у омбудсмена быть не может.
Большим доверием у российских негосударственных правозащитников региональные омбудсмены не пользуются. Член Совета при президенте по правам человека, глава правозащитной организации «Агора» Павел Чиков оценил региональных омбудсменов так: «Мы никогда на этот институт не рассчитывали и ничего от него не ожидали».
Эффективность деятельности регионального омбудсмена может снижаться со временем. Причём это характерно и для тех Уполномоченных, которые занимают свой пост длительное время. Например, в 2013 году свердловский Уполномоченный Т. Г. Мерзлякова (она занимает этот пост с 2001 года) отметила, что эффективность её запросов снизилась: «Объективно признаю, что сегодня к эффективности моей деятельности есть вопросы. И понимаю почему: в какой-то степени в предыдущие годы многое брал на себя административный ресурс, одного письма председателю правительства области хватало на полгода. Потому что люди знали — Мерзлякова по пустякам шум поднимать не будет. Сейчас этого нет. Такая же синусоида — по правам военнослужащих».